# Universidad de Letonia
Universidad de Letonia (UL) (en letón: Latvijas Universitāte) es una Universidad ubicada en Riga, Letonia. Fundada en 1919, la Universidad de Letonia es la universidad más grande de los países bálticos.

## Historia
La Universidad de Letonia, llamada entonces 'Colegio Superior de Letonia', fue fundada el 28 de septiembre de 1919 sobre la base del antiguo Colegio Politécnico de Riga (fundado en 1862). El primer rector de la universidad fue el químico Paul Walden. En 1923 esta institución recibió su nombre actualː Universidad de Letonia (en latín: Universitas Latviensis).
En el período entre 1919 y 1940, la Universidad de Letonia fue el mayor centro de educación superior de ciencia y cultura en Letonia. El antiguo edificio del Politécnico de Riga ubicado en 19 Raina Boulevard sirve aún hoy en día como edificio principal de la universidad.
En los años anteriores a la guerra, era posible obtener una mayor formación académica no sólo de la Universidad de Letonia, sino también en el Conservatorio de Letonia y en la Academia de las Artes. Con el transcurso del tiempo, tales centros de enseñanza superior, así como la Universidad Agrícola de Letonia, la Academia de Medicina de Letonia y la Universidad Técnica de Riga, se separaron de la Universidad de Letonia y se convirtieron en conocidos centros independientes de educación e investigación.
Recuperada la independencia de Letonia, el Consejo Supremo de la República de Letonia confirmó la Constitución de la Universidad de Letonia el 18 de septiembre de 1991. Afirmó que el Colegio Superior es 'un establecimiento estatal para la educación académica, la ciencia y la cultura con el fin de atender a las necesidades de Letonia y su población'. Junto con la constitución, la bandera y el himno nacional, fueron renovados el emblema de la universidad, el collar del rector y el atuendo oficial para el rector, vicerrector y decanos, como atributos de la Universidad de Letonia.

## Inscripción
La Universidad de Letonia ofrece niveles de pregrado, postgrados y doctorados de estudio, y en enero de 2008 tenía más de 23.000 alumnos, incluyendo estudiantes de doctorado e intercambio, que se habían inscrito en varios programas de estudio. Casi un tercio de ellos estudiaba en programas relacionados con economía y negocios.

## Organización
Está constituida por 13 Facultades.
1. Facultad de Biología;
2. Facultad de Química;
3. Facultad de Física y Matemáticas;

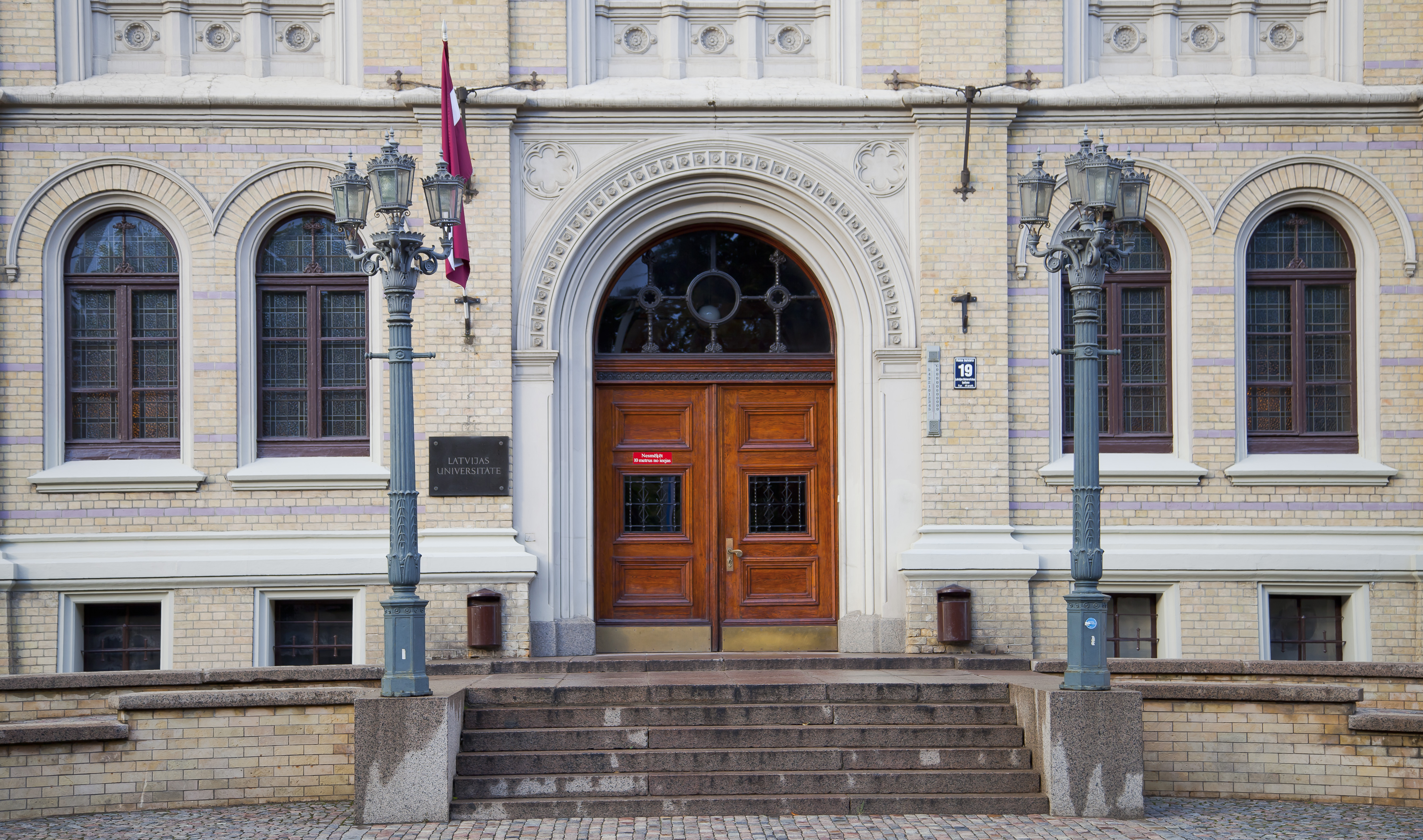
Detalle de la entrada.

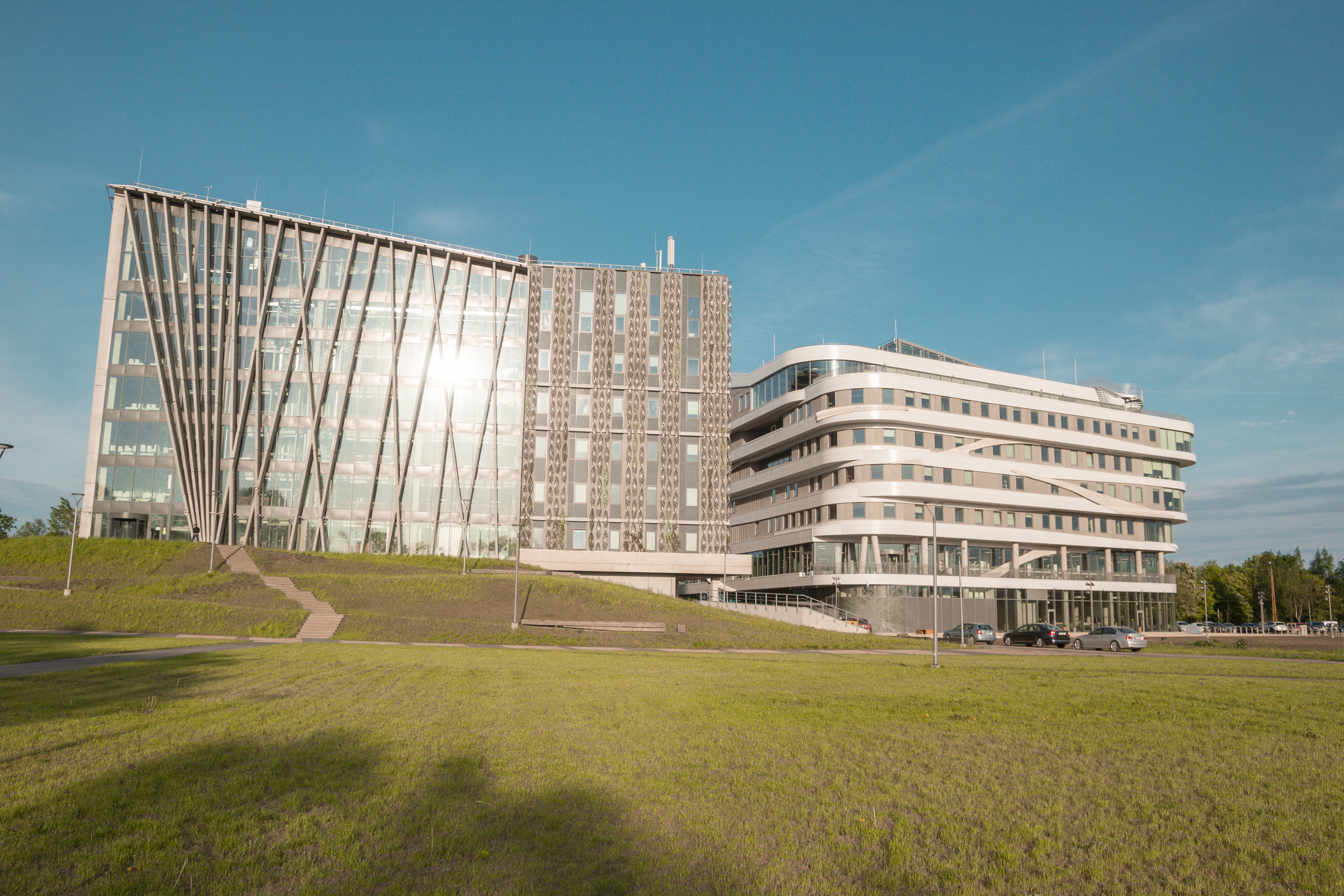
Campus (2019).

4. Facultad de Economía y Administración;
5. Facultad de Educación y Psicología;
6. Facultad de Geografía y Ciencias Terrestres;
7. Facultad de Historia y Filosofía;
8. Facultad de Derecho;
9. Facultad de Medicina;
10. Facultad de Humanidades;
11. Facultad de Ciencias Sociales;
12. Facultad de Teología;
13. Facultad de Computación.

## Personas

### Profesores notables y conferenciantes
- Andris Ambainis, científico computacional
- Mārcis Auziņš, físico
- Kārlis Balodis, economista
- Konstantīns Čakste, teórico legal
- Jānis Endzelīns, lingüista
- Augusts Kirhenšteins, microbiólogo
- Eižens Laube, arquitecto
- Jānis Maizītis, Abogado
- Nils Muižnieks, político y experto en derechos humanos
- Andrejs Veisbergs, lingüista

### Alumnos notables
- Māris Čaklais, poeta letón.
- Valdis Dombrovskis, actual primer ministro de Letonia, fue diputado al Parlamento Europeo
- Klāvs Elsbergs, poeta letón
- Ivars Godmanis, Político letón, fue primer ministro de Letonia, Diputado al Parlamento Europeo
- Uldis Ģērmanis, Hisroriador y escritor letón
- Ivars Kalviņš, Químico Letonés, ha trabajado en la fundación del mildronate
- Guntars Krasts, político letón, fue primer ministro de Letonia, diputado al Parlamento Europeo
- Zenta Mauriņa, escritor letón
- Artis Pabriks, Político letón, fue ministro letón de Relaciones exteriores
- Andris Piebalgs, Político letón y diplomático, fue Comisario europeo de Energía
- Ilmārs Poikāns, investagdor de IA Letonia
- Einars Repše, político letón, fue primer ministro de Letonia
- Eliyahu Rips, Israelí matemático
- Knuts Skujenieks, Poeta letón, periodista
- Daina Taimiņa, matemático letón
- Guntis Ulmanis, político letón, fue Presidente de Letonia
- Jānis Vanags, arzobispo de la Iglesia Luterana Evangélica de Letonia
- Alfred Rosenberg, político ruso, ideólogo de la raza aria nazi